# Société abidjanaise de gérance et d'exploitation commerciale
 (novembre 2023).
Si vous disposez d'ouvrages ou d'articles de référence ou si vous connaissez des sites web de qualité traitant du thème abordé ici, merci de compléter l'article en donnant les références utiles à sa vérifiabilité et en les liant à la section « Notes et références ».
La Société abidjanaise de gérance et d’exploitation commerciale (SAGECO) est une société ivoirienne évoluant dans le secteur de la transformation alimentaire. Son siège est à Abidjan. Fondé en 1968, elle exploite notamment une ligne de production comprenant des produits de boulangerie.